# إيلات
إيلات أو المرشرش أو أيلة أو أم الرشراش (بالعبرية: אֵילַת) مدينة وميناء تحت الاحتلال الإسرائيلي على ساحل خليج العقبة في البحر الأحمر. بنيت عام 1953 وتقع في أقصى جنوب إسرائيل في الطرف الجنوبي من وادي عربة وصحراء النقب بجوار مدينة طابا المصرية من الغرب ومدينة العقبة الأردنية من الشرق.
تحتوي المدينة على ميناء يصل إسرائيل بموانئ الشرق الأقصى وهو ميناء إيلات، ويوجد فيها مطاران - مطار صغير داخل المدينة مطار إيلات، وآخر أكبر يبعد 50 كم شمالًا عنها - يخدمان السياح، كما يربطها معبر حدودي مع مدينة العقبة الأردنية.
أما من ناحية المواصلات البرية فتعتبر إيلات منعزلة عن باقي المدن الإسرائيلية؛ إذ يصل إليها شارع رئيسي واحد فقط يمر من وادي عربة. لم يتم رسم الحدود الإسرائيلية المصرية بين إيلات وطابا إلا في عام 1988 بعد اتفاقية كامب ديفيد، ومنذ ذلك الحين يوجد معبر حدودي مفتوح على مدار الساعة يخدم السياح العابرين من شبه جزيرة سيناء إلى إيلات.
ويوجد فيها منطقة سياحية كبيرة نسبيًا مكونة من فنادق والمنتجعات السياحية والشاطئ ومنتزهات. في 1985 أعلنت الحكومة الإسرائيلية إيلات وضواحيها منطقة تجارية حرة حيث قللت نسبة الضرائب المفروضة على سكانها وزوارها لتشجيع السياحة فيها. ويبلغ تعداد سكان المدينة 46600 نسمة في عام 2008.

## التسمية
تم اختيار اسم «إيلات» على موقع المدينة المهجرة أم الرشراش (أم الرشراش) في عام 1949 من قبل لجنة تسمية أسماء الأماكن في النقب نسبة إلى اسم موقع قديم يذكر في الكتاب المقدس وقع حسب التقديرات على شاطئ خليج العقبة:
«وأخذ كل شعب يهوذا عزريا وهو ابن ست عشرة سنة وملكوه عوضا عن أبيه أمصيا. هو بنى أيلة واستردها ليهوذا بعد اضطجاع الملك مع آبائه.» (سفر الملوك الثاني، أصحاح 14، 21-22)
«في ذلك الوقت أرجع رصين ملك آرام أيلة للآراميين وطرد اليهود من أيلة وجاء الآراميون إلى أيلة وأقاموا هناك إلى هذا اليوم.» (سفر الملوك الثاني، أصحاح 16، 6). وفي النص العبري الأصلي يظهر اسم «أيلة» אילת ويلفظ في العبرية الحديثة «إيلات».

## التاريخ

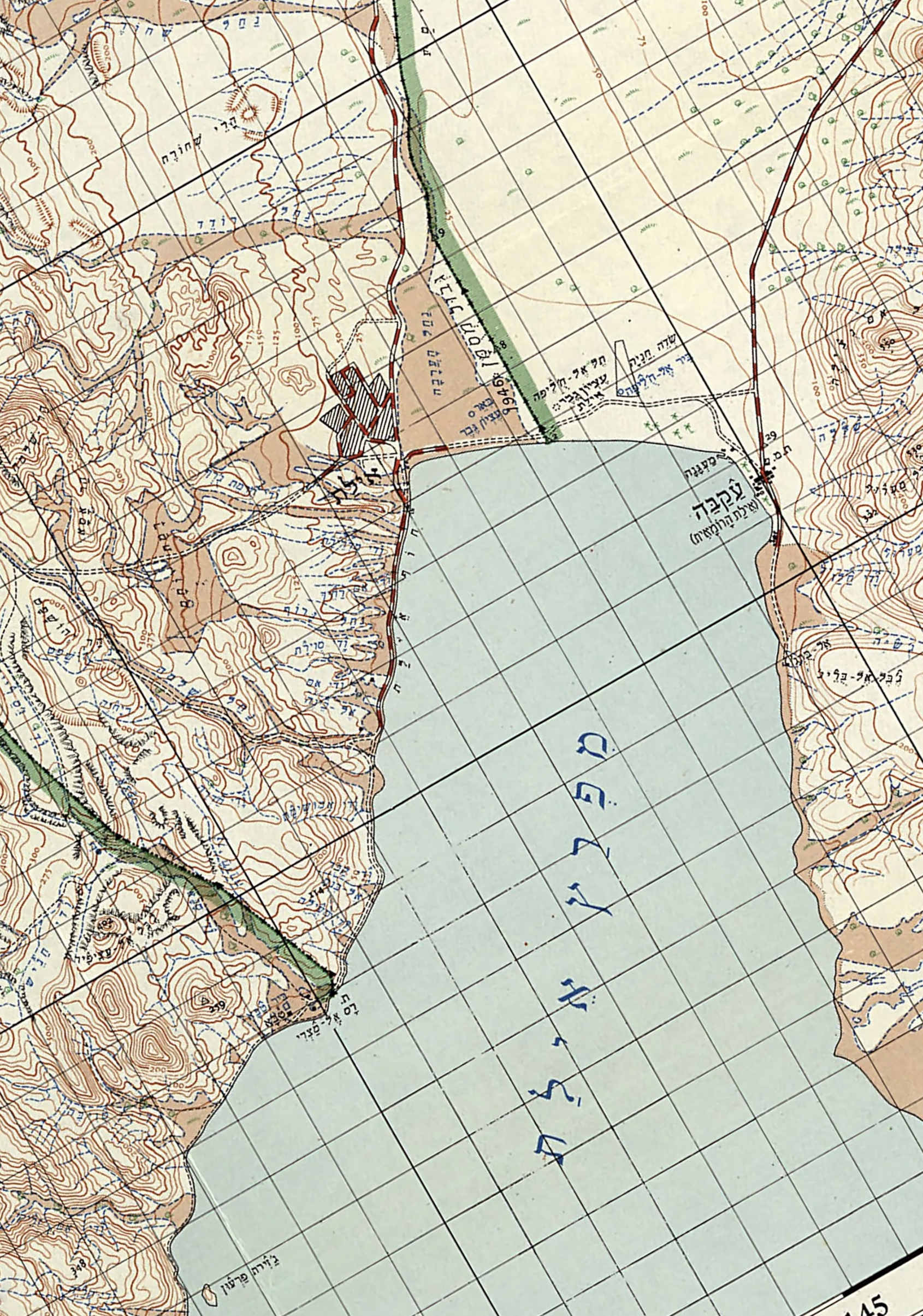
1952-58 (مساحة إسرائيل)خريطة إسرائيلية مبكرة رُسمت بعد وقت قصير من تأسيس إيلات الحديثة.
يقع موقع إيلات القديمة، التي أصبحت فيما بعد أيلة، في منتصف الطريق بين إيلات الحديثة والعقبة، الأردن، على الجانب الأردني من الحدود؛ تتضمن الخريطة الإسرائيلية الكلمات العبرية: אֵילַת הרומאית، أي "إيلات الرومانية". يُعرف التل الموضح على خريطة عام 1822 باسم "أطلال إيلانه" اليوم باسم تل الخليفة، ويُعتقد أنه عصيون جابر التوراتية؛ تظهر على الخريطة الإسرائيلية بالعبرية: עֶצְיֹן גֶּבֶר "عيصيون جابر". قمة الجبل التي سميت "جبل جطل محمر" عام 1822 سميت بالعبرية: הַר שְׁלֹמֹה، بمعنى "جبل سليمان" في الخريطة الإسرائيلية

منذ العام 1516 أصبحت أم الرشراش تحت السيطرة العثمانية وتراوحت بين الولاية المصرية أو ولايات جنوب الشام إلى أن استقرت منذ العام 1841 نهائياً خارج ولاية مصر.
في العام 1906 وفي الترسيم الإداري النهائي للحدود الشرقية لمصر كانت أم الرشراش خارج أراضي مصر وتتبع جنوب الشام العثماني لتصبح بهذا نهائياً لا تتبع مصر العثمانية والمملكة المصرية ثم الجمهورية المصرية لاحقاً.

### الصراع العربي الإسرائيلي
أقيمت المدينة في 1952، وكانت احتلتها قوة إسرائيلية بقيادة إسحاق رابين خلال عملية «عوفيدا»، في 10 مارس 1949 وبذلك تكون آخر حملة قامت بها القوات الإسرائيلية خلال الحرب. وما زالت بعض المنظمات غير الحكومية في مصر تطالب بها على أساس أنها «أرض مصرية».
يتم الدفاع عن إيلات بشكل خاص من قبل وحدة القوات الخاصة الخاصة بها لوتار إيلات. وهي وحدة قوات خاصة احتياطية تابعة للجيش الإسرائيلي مدربة على مكافحة الإرهاب وإنقاذ الرهائن في منطقة إيلات، والتي شاركت في العديد من مهام مكافحة الإرهاب في المنطقة منذ تشكيلها في عام 1974. تتكون وحدة LOTAR فقط من جنود الاحتياط، والمواطنين الذين يجب أن يكونوا من سكان إيلات الذين تتراوح أعمارهم بين 20 و 60 عامًا، والذين يكونون على أهبة الاستعداد في حالة وقوع هجوم إرهابي على المدينة. وهي واحدة من ثلاث وحدات فقط في الجيش الإسرائيلي مخولة لتحرير الرهائن بناءً على قيادتها الخاصة. في عام 2007، أدى تفجير مخبز إيلات إلى مقتل ثلاثة خبازين. كان هذا أول هجوم من نوعه في إيلات نفسها، على الرغم من تنفيذ هجمات إرهابية أخرى في المنطقة.
في 2006 أنهى وزير الخارجية المصري آنذاك أحمد أبو الغيط الجدل حول ملكية مدينة أم الرشراش بتأكيده على أنها أرض فلسطينية وفقاً لاتفاقية ترسيم الحدود بين بريطانيا والدولة العثمانية في 1906 و1922.

## الجغرافيا والمناخ
طقس أيلات أو أم الرشراش هو أشد الأماكن في فلسطين حرارة وجفافا لوقوعها بين صحرائي صحراء النقب وسيناء. درجة الحرارة في الصيف تتعدى 35 مئوية وفي الشتاء تنخفض درجة الحرارة إلى 12 مئوية. لا تزيد كمية الأمطار المعدلة 30 مليمترا سنويا. والمناخ الذي يسود مدينة المرشرش هو شبه جاف وهنالك يقع البحر الأحمر.
| البيانات المناخية لـ{{{location}}}              | البيانات المناخية لـ{{{location}}} | البيانات المناخية لـ{{{location}}} | البيانات المناخية لـ{{{location}}} | البيانات المناخية لـ{{{location}}} | البيانات المناخية لـ{{{location}}} | البيانات المناخية لـ{{{location}}} | البيانات المناخية لـ{{{location}}} | البيانات المناخية لـ{{{location}}} | البيانات المناخية لـ{{{location}}} | البيانات المناخية لـ{{{location}}} | البيانات المناخية لـ{{{location}}} | البيانات المناخية لـ{{{location}}} | البيانات المناخية لـ{{{location}}} |
| الشهر                                           | يناير                              | فبراير                             | مارس                               | أبريل                              | مايو                               | يونيو                              | يوليو                              | أغسطس                              | سبتمبر                             | أكتوبر                             | نوفمبر                             | ديسمبر                             | المعدل السنوي                      |
| ----------------------------------------------- | ---------------------------------- | ---------------------------------- | ---------------------------------- | ---------------------------------- | ---------------------------------- | ---------------------------------- | ---------------------------------- | ---------------------------------- | ---------------------------------- | ---------------------------------- | ---------------------------------- | ---------------------------------- | ---------------------------------- |
| الدرجة القصوى °م (°ف)                           | 30.2 (86.4)                        | 31.6 (88.9)                        | 36.2 (97.2)                        | 40.6 (105.1)                       | 44.8 (112.6)                       | 45.6 (114.1)                       | 47.4 (117.3)                       | 47.4 (117.3)                       | 45 (113)                           | 41.5 (106.7)                       | 36.4 (97.5)                        | 31.4 (88.5)                        | 47.4 (117.3)                       |
| متوسط درجة الحرارة الكبرى °م (°ف)               | 20.8 (69.4)                        | 22.1 (71.8)                        | 25.5 (77.9)                        | 31.1 (88.0)                        | 35.4 (95.7)                        | 38.7 (101.7)                       | 40.9 (105.6)                       | 40.8 (105.4)                       | 37.3 (99.1)                        | 33 (91)                            | 27.2 (81.0)                        | 22.3 (72.1)                        | 31.3 (88.3)                        |
| المتوسط اليومي °م (°ف)                          | 15 (59)                            | 17 (63)                            | 20 (68)                            | 24 (75)                            | 28 (82)                            | 31 (88)                            | 32 (90)                            | 32 (90)                            | 30 (86)                            | 27 (81)                            | 21 (70)                            | 16 (61)                            | 25 (77)                            |
| متوسط درجة الحرارة الصغرى °م (°ف)               | 9.6 (49.3)                         | 10.6 (51.1)                        | 13.6 (56.5)                        | 17.8 (64.0)                        | 21.5 (70.7)                        | 24.2 (75.6)                        | 25.9 (78.6)                        | 26.2 (79.2)                        | 24.5 (76.1)                        | 21 (70)                            | 15.5 (59.9)                        | 11.2 (52.2)                        | 18.5 (65.3)                        |
| أدنى درجة حرارة °م (°ف)                         | 2.2 (36.0)                         | 0.9 (33.6)                         | 6.4 (43.5)                         | 8.4 (47.1)                         | 14.6 (58.3)                        | 19.1 (66.4)                        | 20 (68)                            | 20.4 (68.7)                        | 19.2 (66.6)                        | 13.7 (56.7)                        | 7 (45)                             | 2.5 (36.5)                         | 0.9 (33.6)                         |
| الهطول مم (إنش)                                 | 3.5 (0.14)                         | 5.8 (0.23)                         | 3.7 (0.15)                         | 1.7 (0.07)                         | 1 (0.0)                            | 0 (0)                              | 0 (0)                              | 0 (0)                              | 0 (0)                              | 3.5 (0.14)                         | 3.5 (0.14)                         | 6 (0.2)                            | 28.7 (1.13)                        |
| متوسط أيام هطول الأمطار                         | 2.1                                | 1.8                                | 1.6                                | 0.9                                | 0.7                                | 0                                  | 0                                  | 0                                  | 0.1                                | 0.7                                | 0.8                                | 1.9                                | 10.6                               |
| متوسط الرطوبة النسبية (%)                       | 32                                 | 28                                 | 25                                 | 19                                 | 16                                 | 15                                 | 17                                 | 18                                 | 23                                 | 27                                 | 29                                 | 33                                 | 24                                 |
| ساعات سطوع الشمس الشهرية                        | 229.4                              | 237.3                              | 251.1                              | 273                                | 319.3                              | 324                                | 347.2                              | 347.2                              | 291                                | 282.1                              | 246                                | 217                                | 3٬364٫6                            |
| المصدر #1: هيئة الأرصاد الجوية الإسرائيلية      |                                    |                                    |                                    |                                    |                                    |                                    |                                    |                                    |                                    |                                    |                                    |                                    |                                    |
| المصدر #2: Climatemps.com for mean temperatures |                                    |                                    |                                    |                                    |                                    |                                    |                                    |                                    |                                    |                                    |                                    |                                    |                                    |